# Rubens Fernando Moedim
Rubens Fernando Moedim (São Paulo, 4 augustus 1982) – voetbalnaam Rubinho – is een Braziliaans voetballer die als doelman speelt. Hij staat onder contract bij het Italiaanse Genoa CFC.

## Clubcarrière
Rubinho debuteerde in 2001 voor Corinthians. In januari 2006 trok hij naar het Portugese Vitória Setúbal. Zes maanden later trok hij naar Italië. Na drie seizoenen Genoa CFC trok hij in 2009 bij US Palermo, waar hij een vijfjarig contract ondertekende. In januari 2010 verhuisde Rubinho op uitleenbasis naar AS Livorno, nadat hij zijn basisplaats had verloren aan de beloftevolle Salvatore Sirigu. Tijdens het seizoen 2010/11 werd hij uitgeleend aan Torino. Het seizoen erna zat hij een volledig jaar op de reservebank bij Palermo. In augustus 2012 besloot Juventus om Rubinho aan te trekken als reservedoelman achter Gianluigi Buffon en Marco Storari. Op de allerlaatste speeldag van het seizoen 2012/13 debuteerde hij voor Juventus in het uitduel tegen UC Sampdoria, waarin hij tien minuten voor het einde van de wedstrijd mocht invallen voor Storari. Rubinho speelde in het seizoen 2013/14 ook één competitiewedstrijd – een invalbeurt van 37 minuten – maar zat het volgende seizoen weer alle wedstrijden op de reservebank.

## Erelijst
| Kampioen Serie A | 4x | 2012/13, 2013/14, 2014/15, 2015/16 |
| Coppa Italia     | 2x | 2014/15, 2015/16                   |
| Supercoppa       | 2x | 2013, 2015                         |